# 建德市博物馆
建德市博物馆是中国浙江省杭州市建德市境内的一家博物馆。博物馆位于新安江街道桥东江滨景观公园文化综合体内，建筑由goa大象设计事务所设计， 2020年9月30日正式开馆。

## 展示陈列
建德市博物馆建筑面积9,891平方（106,470平方英尺），展厅面积4,264平方（45,900平方英尺），拥有自然厅、历史厅、非遗厅、寿崇德陈列馆4个常设展厅和1个临时展厅。 自然厅展现自志留纪起建德的自然历史和资源；历史厅以“建德人”遗址为开端，介绍建德的历史发展脉络；非遗厅展现建德本地的非物质文化遗产，通过构建场景的方式展现了九姓渔民婚俗等非遗项目。建德市博物馆还为曾在建德任教的画家寿崇德开辟陈列馆，展示其生平和在建德期间的绘画作品。

## 图集

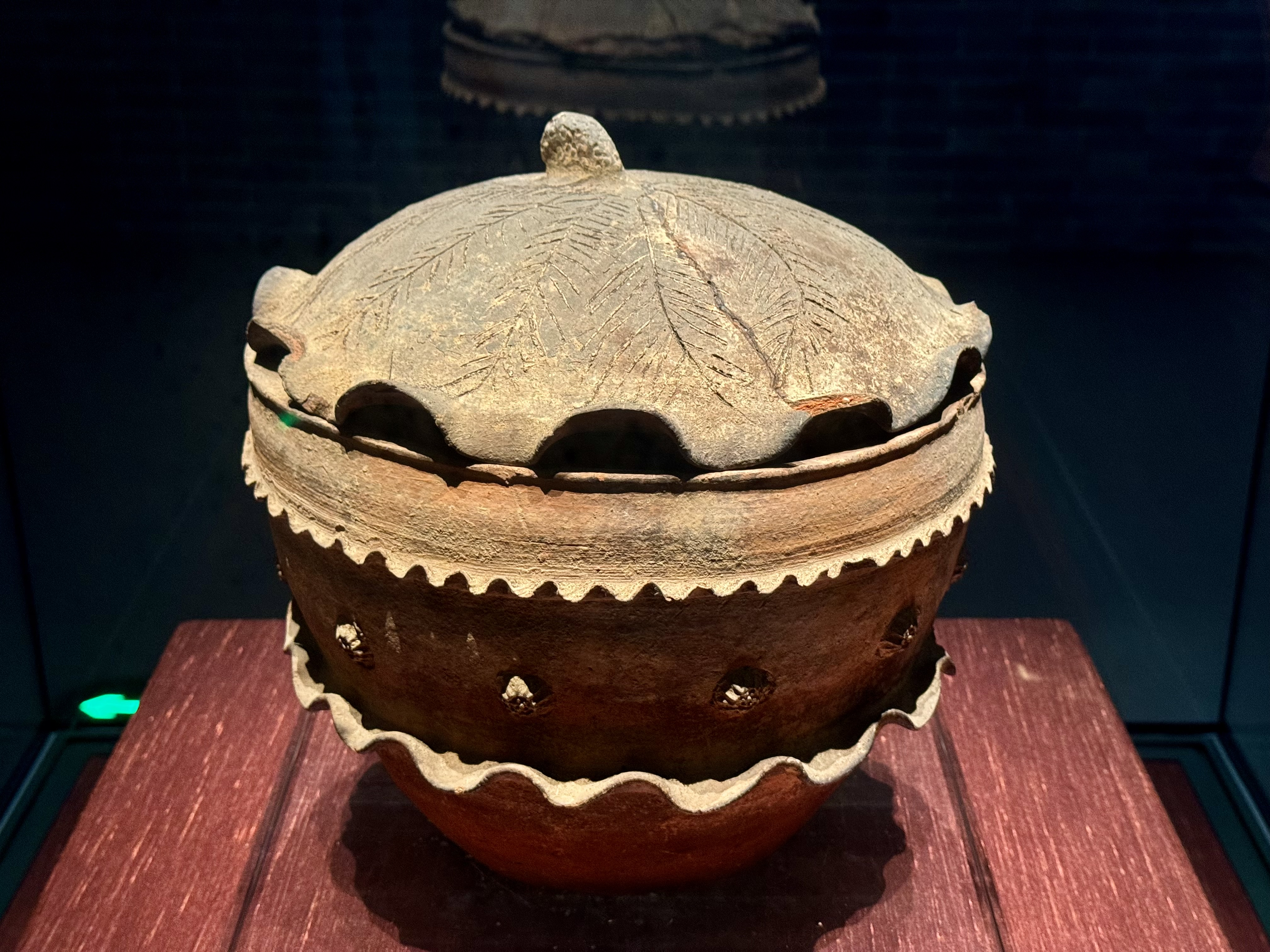
东汉荷花盖陶甑，出土于建德市寿昌镇陈家村。
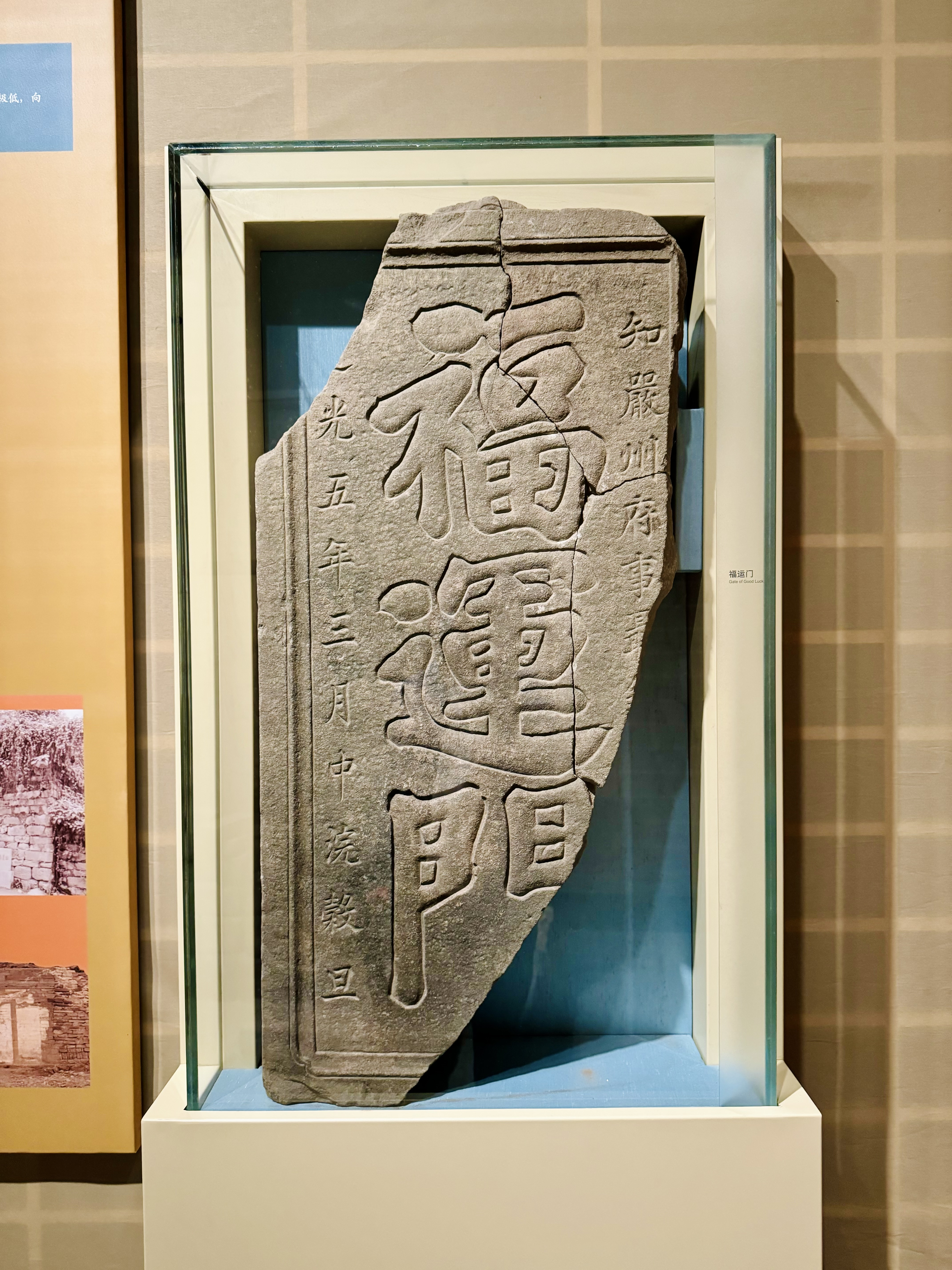
清代严州城墙福运门石碑。